# Skate America 2017
Navigation
Édition précédente Édition suivante
Le Skate America est une compétition internationale de patinage artistique qui se déroule aux États-Unis au cours de l'automne. Il accueille des patineurs amateurs de niveau senior dans quatre catégories: simple messieurs, simple dames, couple artistique et danse sur glace.
Le trente-sixième Skate America est organisé du 24 au 26 novembre 2017 à la Herb Brooks Arena à Lake Placid dans l'État de New York. Il est la sixième compétition du Grand Prix ISU senior de la saison 2017/2018.

## Résultats

### Messieurs
| Rang    | Nom            | Pays       | Points | Programme court | Programme court | Programme libre | Programme libre |
| ------- | -------------- | ---------- | ------ | --------------- | --------------- | --------------- | --------------- |
| 1       | Nathan Chen    | États-Unis | 275.88 | 1               | 104.12          | 2               | 171.76          |
| 2       | Adam Rippon    | États-Unis | 266.45 | 2               | 89.04           | 1               | 177.41          |
| 3       | Sergey Voronov | Russie     | 257.49 | 3               | 87.51           | 3               | 169.98          |
| 4       | Jin Boyang     | Chine      | 246.03 | 6               | 77.97           | 4               | 168.06          |
| 5       | Yan Han        | Chine      | 228.33 | 4               | 85.97           | 7               | 142.36          |
| 6       | Ross Miner     | États-Unis | 219.62 | 8               | 71.59           | 5               | 148.03          |
| 7       | Takahito Mura  | Japon      | 212.77 | 7               | 75.05           | 8               | 137.72          |
| 8       | Liam Firus     | Canada     | 210.83 | 11              | 65.17           | 6               | 145.66          |
| 9       | Kevin Reynolds | Canada     | 204.05 | 10              | 69.10           | 9               | 134.95          |
| 10      | Roman Sadovsky | Canada     | 200.10 | 9               | 70.85           | 10              | 129.25          |
| Abandon | Daniel Samohin | Israël     |        | 5               | 82.28           |                 |                 |
| Abandon | Maksim Kovtun  | Russie     |        | 12              | 64.98           |                 |                 |

### Dames

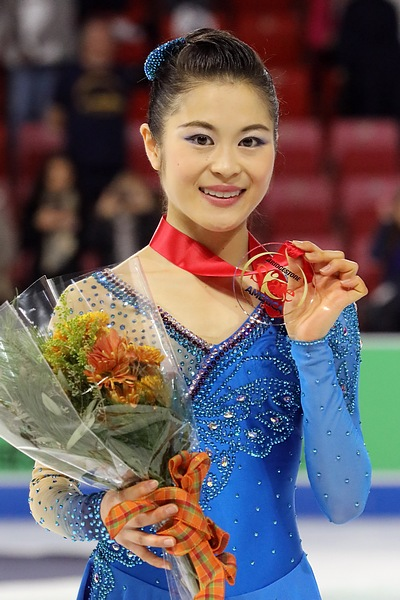
La médaillée d'or Satoko Miyahara

| Rang    | Nom                  | Pays       | Points | Programme court | Programme court | Programme libre | Programme libre |
| ------- | -------------------- | ---------- | ------ | --------------- | --------------- | --------------- | --------------- |
| 1       | Satoko Miyahara      | Japon      | 214.03 | 1               | 70.72           | 1               | 143.31          |
| 2       | Kaori Sakamoto       | Japon      | 210.59 | 2               | 69.40           | 2               | 141.19          |
| 3       | Bradie Tennell       | États-Unis | 204.10 | 4               | 67.01           | 3               | 137.09          |
| 4       | Polina Tsurskaya     | Russie     | 195.56 | 8               | 63.20           | 4               | 132.36          |
| 5       | Serafima Sakhanovich | Russie     | 189.75 | 5               | 66.28           | 5               | 123.47          |
| 6       | Gabrielle Daleman    | Canada     | 189.14 | 3               | 68.08           | 8               | 121.06          |
| 7       | Alena Leonova        | Russie     | 185.93 | 7               | 63.91           | 7               | 122.02          |
| 8       | Karen Chen           | États-Unis | 182.80 | 9               | 59.53           | 6               | 123.27          |
| 9       | Nicole Rajičová      | Slovaquie  | 167.61 | 10              | 55.43           | 9               | 112.18          |
| 10      | Li Xiangning         | Chine      | 164.32 | 11              | 55.24           | 10              | 109.08          |
| Abandon | Ashley Wagner        | États-Unis | 64.12  | 6               | 64.12           |                 |                 |

### Couples
| Rang | Nom                                     | Pays       | Points | Programme court | Programme court | Programme libre | Programme libre |
| ---- | --------------------------------------- | ---------- | ------ | --------------- | --------------- | --------------- | --------------- |
| 1    | Aljona Savchenko / Bruno Massot         | Allemagne  | 223.13 | 3               | 72.55           | 1               | 150.58          |
| 2    | Yu Xiaoyu / Zhang Hao                   | Chine      | 219.20 | 2               | 73.67           | 2               | 145.53          |
| 3    | Meagan Duhamel / Eric Radford           | Canada     | 215.68 | 1               | 75.37           | 3               | 140.31          |
| 4    | Natalia Zabiiako / Aleksandr Enbert     | Russie     | 197.89 | 4               | 70.15           | 5               | 127.74          |
| 5    | Alexa Scimeca Knierim / Chris Knierim   | États-Unis | 189.07 | 5               | 64.27           | 6               | 124.80          |
| 6    | Kirsten Moore-Towers / Michael Marinaro | Canada     | 187.81 | 7               | 59.97           | 4               | 127.84          |
| 7    | Haven Denney / Brandon Frazier          | États-Unis | 172.16 | 6               | 63.04           | 7               | 109.12          |
| 8    | Deanna Stellato / Nathan Bartholomay    | États-Unis | 165.00 | 8               | 57.18           | 8               | 107.82          |

### Danse sur glace

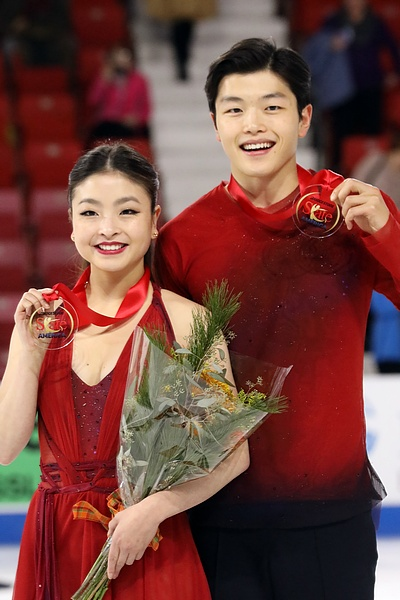
Les médaillés d'or Maia Shibutani et Alex Shibutani

| Rang | Nom                                    | Pays       | Points | Danse courte | Danse courte | Danse libre | Danse libre |
| ---- | -------------------------------------- | ---------- | ------ | ------------ | ------------ | ----------- | ----------- |
| 1    | Maia Shibutani / Alex Shibutani        | États-Unis | 194.25 | 1            | 79.18        | 1           | 115.07      |
| 2    | Anna Cappellini / Luca Lanotte         | Italie     | 181.63 | 2            | 72.70        | 2           | 108.93      |
| 3    | Victoria Sinitsina / Nikita Katsalapov | Russie     | 176.53 | 3            | 68.72        | 3           | 107.81      |
| 4    | Piper Gilles / Paul Poirier            | Canada     | 166.54 | 5            | 64.07        | 4           | 102.47      |
| 5    | Kaitlin Hawayek / Jean-Luc Baker       | États-Unis | 163.53 | 7            | 62.15        | 5           | 101.38      |
| 6    | Tiffany Zahorski / Jonathan Guerreiro  | Russie     | 160.28 | 4            | 64.20        | 6           | 96.08       |
| 7    | Kana Muramoto / Chris Reed             | Japon      | 155.80 | 6            | 62.30        | 8           | 93.50       |
| 8    | Wang Shiyue / Liu Xinyu                | Chine      | 149.36 | 9            | 55.57        | 7           | 93.79       |
| 9    | Rachel Parsons / Michael Parsons       | États-Unis | 145.54 | 8            | 58.36        | 9           | 87.18       |

## Source
- Résultats du Skate America 2017 sur le site de l'ISU